# ارکس سیتاریدیس
ارکس سیتاریدیس (انگلیسی: Giourkas Seitaridis؛ زادهٔ ۴ ژوئن ۱۹۸۱) یک بازیکن فوتبال اهل یونان است.
وی همچنین در تیم ملی فوتبال یونان بازی کرده‌است.